# NGC 3725
NGC 3725 (również PGC 35698 lub UGC 6542) – galaktyka spiralna z poprzeczką (SBc), znajdująca się w gwiazdozbiorze Wielkiej Niedźwiedzicy. Odkrył ją William Herschel 19 marca 1790 roku. Jest to galaktyka z aktywnym jądrem typu LINER.